# Sonate per pianoforte (Beethoven)
Ludwig van Beethoven compose le sue 32 sonate per pianoforte tra il 1795 e il 1822. Sebbene originariamente non destinate ad essere un insieme unico, sono considerate una delle più importanti collezioni di opere della storia della musica. Hans von Bülow le chiamò Il Nuovo Testamento della musica, essendo L’antico Testamento Il clavicembalo ben temperato di Johann Sebastian Bach.
Le sonate per pianoforte di Beethoven vengono viste come il primo ciclo di pezzi importanti per pianoforte adatti alle prestazioni di una sala da concerto, sia ad esecuzioni private che pubbliche, che creano "un ponte tra il mondo del salone e la sala da concerto".

## Elenco delle sonate

### Prime sonate
Dapprima Beethoven compose opere di questo genere non rientranti nelle 32 sonate "canoniche"; nel 1783, quindi a 13 anni, stampò 3 sonate chiamate Kurfürstensonaten in Mi bemolle maggiore, in fa minore e in re maggiore; nel 1790 e nel 1791, quando ancora viveva a Bonn e lavorava a Colonia, compose altre due sonate, la prima in Fa maggiore, la seconda in Do maggiore: ambedue risultano di soli due movimenti e sono rimaste incompiute. Queste cinque sonate precedenti a quelle numerate con l'Opus, sono catalogate fra i Werke ohne Opus con le sigle WoO 47, WoO 50, WoO 51.
Werke ohne Opus 47: Tre sonate (1783) Kurfürstensonaten
- Sonata in Mi bemolle maggiore
- Sonata in fa minore
- Sonata in re maggiore

Werke ohne Opus 50: sonata in Fa maggiore (1790-91)
Werke ohne Opus 51: sonata in Do maggiore (1791-98)
Le prime sonate di Beethoven sono fortemente influenzate da quelle di Haydn e Mozart. Le sue prime quattro sonate catalogate a Vienna con numero d'opera (Opus) hanno quattro movimenti lunghi, una rarità per l'epoca, e la Patetica è la prima a presentare due tempi in un movimento.
Opus 2: Tre sonate (1795)
- No. 1: Sonata n. 1 in Fa minore
- No. 2: Sonata n. 2 in La maggiore
- No. 3: Sonata n. 3 in Do maggiore

Opus 7: Sonata n. 4 in Mi bemolle maggiore ("Gran Sonata") (1797)
Opus 10: Tre sonate (1798)
- No. 1: Sonata n. 5 in Do minore
- No. 2: Sonata n. 6 in Fa maggiore
- No. 3: Sonata n. 7 in Re maggiore

Opus 13: Sonata n. 8 in Do minore ("Patetica") (1798)
Opus 14: Due sonate (1799)
- No. 1: Sonata n. 9 in Mi maggiore (arrangiate anche, dallo stesso Beethoven, per il Quartetto in Fa maggiore (H 34) nel 1801)
- No. 2: Sonata n. 10 in Sol maggiore

Opus 22: Sonata n. 11 in Si bemolle maggiore (1800)
Opus 26: Sonata n. 12 in La bemolle maggiore ("Marcia funebre") (1801)
Opus 27: Due sonate (1801)
- No. 1: Sonata n. 13 in Mi bemolle maggiore 'Sonata quasi una fantasia'
- No. 2: Sonata n. 14 in Do diesis minore  'Sonata quasi una fantasia' ("Al chiaro di luna")

Opus 28: Sonata n. 15 in Re maggiore ("Pastorale") (1801)

### Sonate centrali
Dopo aver composto le sue prime 15 sonate (fino all'op. 28), Beethoven scrisse a Wenzel Krumpholz, "D'ora in poi, ho intenzione di intraprendere un nuovo cammino." Le sonate di Beethoven di questo periodo sono molto diverse dalle precedenti. Egli iniziò ad abbandonare la forma sonata tipica di Haydn e Mozart e ne forgiò una nuova tipologia introducendo una maggiore profondità espressiva. Dopo il 1804, Beethoven smise di inserire più sonate in una sola opera e compose solo opus uniche.
Opus 31: Tre sonate (1802)
- N. 1: Sonata n. 16 in Sol maggiore
- N. 2: Sonata n. 17 in Re minore ("Tempesta")
- N. 3: Sonata n. 18 in Mi bemolle maggiore ("La caccia")

Opus 49: Due sonate (composte nel 1795-6, pubblicate nel 1805)
- N. 1: Sonata n. 19 in Sol minore
- N. 2: Sonata n. 20 in Sol maggiore

Opus 53: Sonata n. 21 in Do maggiore ("Waldstein") (1803)
- WoO 57: Andante favori — movimento centrale originale della sonata "Waldstein" (1804)

Opus 54: Sonata n. 22 in Fa maggiore (1804)
Opus 57: Sonata n. 23 in Fa minore ("Appassionata") (1805)
Opus 78: Sonata n. 24 in Fa diesis maggiore ("A Thérèse") (1809)
Opus 79: Sonata n. 25 in Sol maggiore (1809)
Opus 81a: Sonata n. 26 in Mi bemolle maggiore ("Les adieux/Das Lebewohl") (1810)
Opus 90: Sonata n. 27 in Mi minore (1814)

### Ultime sonate
Le ultime sonate sono tra le opere più complesse dell'intero repertorio pianistico e in generale della musica per tastiera. Ancora una volta, con queste composizioni la sua arte ha trovato un nuovo percorso. In questo periodo, lo stile tradizionale viene completamente sostituito da procedimenti compositivi diversificati ed innovativi, tramite l'integrazione di un ampio linguaggio contrappuntistico e di forme musicali quali la fuga. La Hammerklavier è considerata la più difficile sonata di Beethoven, e la si è ritenuta ineseguibile addirittura fino a quasi 15 anni dopo la sua pubblicazione, quando Franz Liszt la suonò in un concerto. 
In riferimento alla notevole varietà di stili e forme impiegati nelle ultime sonate, in ambito musicologico è stato detto:

Opus 101: Sonata n. 28 in La maggiore (1816)
Opus 106: Sonata n. 29 in Si bemolle maggiore ("Hammerklavier") (1819)
Opus 109: Sonata n. 30 in Mi maggiore (1820)
Opus 110: Sonata n. 31 in La bemolle maggiore (1821)
Opus 111: Sonata n. 32 in Do minore (1822)

## Esecuzioni e registrazioni
Le 32 sonate vennero eseguite per la prima volta, in un ciclo di concerti, da Hans von Bülow. Diversi pianisti hanno poi emulato l'impresa, e tra questi Artur Schnabel (il primo dopo Bülow ad eseguire il ciclo completo in concerto).
Il primo pianista a registrare su disco l'intero ciclo fu Artur Schnabel, che lo incise per la EMI tra il 1932 e il 1935. Altri pianisti che compirono la registrazione completa delle 32 sonate furono Claudio Arrau (dal 1962 al 1966), Vladimir Aškenazy (realizzata gradualmente dal 1971 al 1980), Wilhelm Backhaus (dal 1958 al 1969, fuorché l'op. 106 registrata nel 1952 in mono), Paul Badura-Skoda, Daniel Barenboim (4 volte, la prima completata nel 1970, la seconda eseguita nel 1983-84, la terza nel 2006, la quarta nel 2020 durante la clausura per il Covid), Malcolm Binns (su strumenti originali), Alfred Brendel (3 volte: 1958-64; 1970-77; 1992-96), Rudolf Buchbinder, Aldo Ciccolini, John O'Conor, Annie Fischer, Richard Goode, Maria Grinberg, Friedrich Gulda, Eric Heidsieck (3 volte, la prima tra il 1970 e il 1974, la seconda nel 1984, la terza nel 1997), Jenő Jandó, Wilhelm Kempff (2 volte, la prima nel 1951-56 in mono, la seconda ultimata nel 1964 in stereo), Stephen Kovacevich (registrato dal 1991 al 2003), Anton Kuerti, Paul Lewis, HJ Lim, Maurizio Pollini, Bernard Roberts, András Schiff, Russell Sherman, Gerard Willems, Kun-Woo Paik (tra il 2005 e il 2007, all'età di 60 anni). 
Ėmil' Gilel's iniziò la registrazione ma morì prima di completare il lavoro, senza aver potuto incidere l'op. 2, nr. 1; op. 14, nr. 1; op. 54; op. 78; op. 111, corrispondenti alle sonate nn. 1, 9, 22, 24, 32. Così era già accaduto a Walter Gieseking nel 1955, il quale mancò di registrare soltanto la son. 22, op. 54; infatti, le sonate non ancora registrate furono rese disponibili da precedenti registrazioni radiofoniche del 1949-50, anch'esse incomplete e mancanti delle sonate nr. 4, 5, 7, 20, 22 (corrispondenti alle opp. 7; 10 nr. 1; 10 nr. 3; 49 nr. 2; 54).
Mentre un tempo le registrazioni integrali delle sonate di Beethoven coinvolsero artisti esperti all'apice della maturità, nel periodo in corso interessano artisti ancora giovani, intenzionati a provarsi in un cimento già alle prime prove; fra questi si indicano come esecutori dell'integrale delle sonate: Jean-Efflam Bavouzet, Giovanni Bellucci, Ronald Brautigam (al fortepiano), Burhan Erdemir, Muriel Chemin, Marta Czech, Nari Kodama, Igor Levit, Valentyna Lysycja, Konstantin Ŝerbakov, Mélodie Zhao.
Nel 1970, Daniel Barenboim stabilì il record di pianista più giovane ad aver eseguito la registrazione del ciclo completo (realizzandolo dal 1967 al 1970). Nel 2014, questo "record" è stato battuto dalla pianista cinese Mélodie Zhao, che ha registrato le 32 sonate all'età di 19 anni, per l'etichetta discografica Claves Records.
Il critico pianistico Piero Rattalino qualificò le integrali di Arrau, Ashkenazy, Backhaus, Schnabel di classe “extra” e quelle di Brendel e Kempff di prima classe, adducendo le ragioni di tali considerazioni nel suo saggio Da Clementi a Pollini: duecento anni con i grandi pianisti, Milano 1984, pp. 398-402,  in base a criteri di ordine tecnico-strutturale che possono sfuggire alla percezione di un comune ascolto e che si colgono con l'esame dei tempi osservati sulle partiture.

## Arrangiamenti
L'op. 27 è stata orchestrata da Nathan Kelly per orchestra sinfonica. L'op. 106 è stata orchestrata da Felix Weingartner per orchestra romantica.